# Limões
Limões is een plaats (freguesia) in de Portugese gemeente Ribeira de Pena en telt 393 inwoners (2001).